# Doll Tor
Doll Tor (auch Six Stones genannt) ist ein kleiner Steinkreis südlich Birchover, westlich vom Stanton Moor im Peak District, in Derbyshire in England.
Der Steinkreis stammt aus der Bronzezeit und besteht aus sechs Steinen, die bis zu einem Meter hoch sind. Direkt neben dem Steinkreis findet man Reste eines Cairns. Doll Tor ist ein ovaler Steinkreis in der Nähe des Aufschlusses Andle Stone. Der Kreis hat einen Durchmesser von 4,5 auf 6,0 m.
Thomas Bateman (1821–1861), der Eimerurnen und kleine Becher fand, hat den Steinkreis 1852 ausgegraben. Eine zweite Ausgrabung fand zwischen 1931 und 1933 durch Percy Heathcote statt. Er entdeckte fünf Feuerbestattungen und mehrere Urnen. Dabei wurden drei Steine beschädigt und mit Zement repariert. Der Kreis ist für Derbyshire ungewöhnlich, da er keinen Wall hat. Allerdings waren die Steine einst mit niedrigem Trockenmauerwerk verbunden. Weitere Entdeckungen wurden in dem niedrigen Cairn, östlich des Kreises gemacht, in dem einer der Kreissteine steht. Es stellte sich heraus, dass er aus einer zentralen rechteckigen Steingrube bestand, die die Feuerbestattung einer Frau mit einem segmentierten Fayencenwulst enthielt. Vier weitere Feuerbestattungen wurden um den inneren Rand der Grube platziert, bevor sie verfüllt und mit dem Steinhügel bedeckt wurde.
1993 haben Unbekannte die Positionen der Steine verändert und neue Steine hinzugefügt. 1994 wurde der vorige Zustand durch English Heritage und die Peak National Park Authority wiederhergestellt.
Doll Tor ist eine von insgesamt vier Megalithanlagen im Stanton Moor. Ein weiterer Steinkreis dort sind die Nine Ladies. 
In der Nähe liegt der 5,0 m hohe und 4,5 m breite Andle Stone oder Oundle Stone, ein Sandstein-Aufschluss in der Mitte eines Feldes. 